# Adriana Stern
Adriana Stern (* 1960 am Niederrhein) ist eine deutsche, überwiegend belletristische Autorin.

## Leben und Werk
Im Alter von zwölf Jahren begann sie zu schreiben, mit dreizehn Jahren erfuhr sie, dass sie jüdische Vorfahren hat, mit fünfzehn lief sie von zu Hause weg, schloss sich der Hausbesetzerbewegung an, und lebte in verschiedenen Wohnprojekten in Berlin, Hamburg, Bochum und Amsterdam.
Ihre Erfahrungen lässt sie in ihre Bücher einfließen. Schwerpunkte ihrer schriftstellerischen Arbeit sind Romane für Kinder und Jugendliche, die – mit der Anmutung von Kriminalromanen – für gesellschaftlich und politisch bedeutende Themen sensibilisieren und Betroffenen zugleich konkrete Hilfestellung bieten. Oft beschreiben ihre Bücher das jüdische Leben in Deutschland heute. In Essays äußert sie sich auch zum Antisemitismus. Sie erhält bisweilen Anfragen von anderen Autoren, ob deren Beschreibung des jüdischen Alltagslebens im jeweiligen Manuskript korrekt sei. Dabei ist sie oft verwundert über die herrschende Unkenntnis. Sie sieht dabei die Verlage und die Feuilletons in der Pflicht, die bei dem Thema erschreckend zurückhaltend seien.
Das Thema Anderssein und Ausgrenzung ist Stern – aus eigenem Erleben – ein besonderes Anliegen.
Neben dem Schreiben betätigt sie sich als Liedermacherin und hat in verschiedenen Mädchenhäusern und Jugendzentren gearbeitet. Des Weiteren arbeitet sie mit Flüchtlingskindern und bietet Schreibwerkstätten an.

## Werke (Auswahl)

### Als Adriana Stern
- Hannah und die Anderen. Argument Verlag, Hamburg 2001, ISBN 3-88619-993-2
- Pias Labyrinth. Argument Verlag, Hamburg 2003, ISBN 3-88619-479-5.
- Geschichten zum Handbuch für den Schulunterricht. Mit Vielfalt umgehen. Sexuelle Orientierung und Diversity in Erziehung und Beratung. Ministerium für Gesundheit, Soziales, Frauen und Familie des Landes Nordrhein-Westfalen (Hrsg.), 2004.
- Und dann kam Sunny. Roman. Verlagshaus Jacoby & Stuart, Berlin 2010, ISBN 978-3-941787-06-3.
- Jockels Schweigen. Verlagshaus Jacoby & Stuart, Berlin 2011, ISBN 978-3-941787-26-1.
- Und frei bist Du noch lange nicht... Ariella Verlag, Berlin 2016, ISBN 978-3-945530-08-5.

### Als Channah Stern
- Und manchmal wurde daraus Wut. Antisemitismus in der Frauenbewegung. In: Coming Out. Lesebuch. Argument Verlag, Hamburg 1999, ISBN 978-3-88619-718-7.
- Ich erinnere mich. In: Micha Brumlik: Zuhause, keine Heimat? Junge Juden und ihre Zukunft in Deutschland (= Anne-Frank-Shoa-Bibliothek). Bleicher, Gerlingen 1998, ISBN 978-3-88350-046-1.

### Als Anna Knupp-Rabe/Anna Knupp
- Für manche sind es Brüche, für uns Aufbrüche. Die Geschichte einer Berliner Prololesbengruppe. In: Ika Hügel-Marshall (Hrsg.): Entfernte Verbindungen. Rassismus, Antisemitismus, Klassenunterdrückung. Orlanda Frauenverlag, Berlin 1993, ISBN 978-3-922166-91-7.
- Beiträge in: Constance Amaci (Hrsg.): Ursprünglich war alles da. Texte und Gedichte von Lesben mit sexuellen Gewalterfahrungen. Frühlings Erwachen, Hamburg 1993, ISBN 3-928456-09-1.